# حالة فيزيائية حيوية

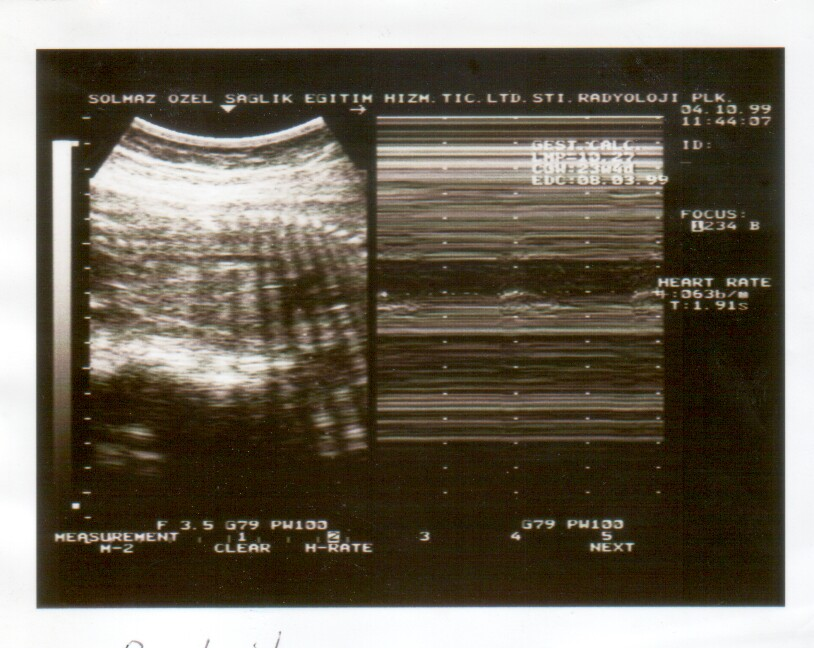
تقييم النماء السابق للولادة باستخدام الموجات فوق الصوتية

الحالة الفيزيائية الحيوية أو الحالة البيوفيزيائية (بالإنجليزية: Biophysical profile)‏ هي تقييم النماء السابق للولادة باستخدام الموجات فوق الصوتية، ويتضمن ذلك نظام تصنيف يُسمى تصنيف مانينغ (بالإنجليزية: Manning's score)‏. غالباً ما يتم ذلك عندما يكون اختبار عدم الإجهاد غير تفاعلي، أو لدواعي توليدية أخرى.
تتكون «الحالة البيوفيزيائية المعدلة» من اختبار عدم الإجهاد ومؤشر السائل السلوي فقط.

## الإجراءات
يتشكل اختبار الحالة البيوفيزيائية من 5 مكونات: 4 تقييمات بالموجات فوق الصوتية، واختبار عدم الإجهاد. حيث يُقيّم اختبار عدم الإجهاد معدل ضربات قلب الجنين وحركة الجنين. وهذه المكونات الخمسة هي:
1. معدل ضربات قلب الجنين
2. تنفس الجنين
3. حركة الجنين
4. توتر عضلات الجنين
5. حجم السائل السلوي

| القياس                                                   | الطبيعي (يحصل علي نقطتين)                                                       | الغير طبيعي (يحصل علي صفر)                                                     |
| -------------------------------------------------------- | ------------------------------------------------------------------------------- | ------------------------------------------------------------------------------ |
| اختبار عدم الإجهاد/معدل ضربات قلب الجنين                 | تسارعان على الأقل خلال 20 دقيقة                                                 | أقل من تسارعين لتحقيق الاختبار في 20 دقيقة                                     |
| حركات تنفس الجنين (بالموجات فوق الصوتية)                 | نوبة واحدة على الأقل تتكون من> 30 دورة أو 20 دورة خلال 30 دقيقة                 | لا شيء أو أقل من 20 دورة                                                       |
| نشاط الجنين/حركات الجسم الإجمالية (بالموجات فوق الصوتية) | ما لا يقل عن ثلاثة أو اثنين من حركات الجذع أو الأطراف                           | أقل من حركتين                                                                  |
| توتر عضلات الجنين (بالموجات فوق الصوتية)                 | نوبة واحدة على الأقل من الانحناء النشط واستطالة الأطراف أو الجذع                | انعدام التحركات أو تحركات بطيئة وغير مكتملة                                    |
| مؤشر السائل السلوي الكمي (بالموجات فوق الصوتية)          | جيب عمودي واحد على الأقل> 2 سم في المحور الرأسي أو مؤسر السائل السلوي بحجم 5 سم | أكبر جيب رأسي أقل من أو يساوي 2 سم، أو مؤشر السائل السلوي أقل من أو يساوي 5 سم |

وقد تم وصف استخدام التحفيز الاهتزازي الصوتي لتسريع عملية التقييم.

## التفسير
يتم قياس كل مكون تم تقييمه إما بنقطتين أو صفر حسب النتيجة (انظر الجدول السابق)، ثم يتم جمع النقاط للحصول على رقم يقع بين 0 و 10. تُعتبر الحالة البيوفيزيائية التي تتراوح من 8 إلى 10 مطمئنة بشكل عام. وعادة لا يتم إجراء الحالة البيوفيزيائية قبل النصف الثاني من الحمل، حيث لا تحدث حركات الجنين في النصف الأول [بحاجة لمصدر]. وينطوي وجود مكونات الحالة البيوفيزيائية على عدم وجود نقص الأوكسجين أو حماض الدم وقت الاختبار. وبالمقارنة فإن الجنين المعرض للخطر يُظهر عادة فقدان تسارع معدل ضربات القلب، وانخفاض في حركة الجسم والتنفس، ونقص التوتر، وانخفاض حجم السائل السلوي.
التعامل المُوصى به بناءا على الحالة الفيزيائية الحيوية
| درجة الحالة الفيزيائية الحيوية | التعامل الموصى به |
| ------------------------------ | --- |
| 2≥                             | - تحريض المخاض |
| 4                              | - تحريض المخاض إذا كان العمر الحملي أكبر من 32 أسبوع - تكرار الاختبار في نفس اليوم إذا كان العمر الحملي أقل من 32 أسبوعًا، والولادة إذا كانت نتيجة الحالة البيوفيزيائية أقل من 6                                                                                           |
| 6                              | - تحريض المخاض إذا كان العمر الحملي أكثر من 36 أسبوعًا إذا كان عنق الرحم مؤاتٍ ومؤشر السائل السلوي طبيعي - تكرار الاختبار في غضون 24 ساعة إذا كان أقل من 36 أسبوعًا وعنق الرحم غير موات؛ والولادة إذا كانت نتيجة الحالة البيوفيزيائية أقل من 6، والمتابعة إذا كانت أكبر من 6 |
| 8≤                             | - تحرض الحمل عند وجود قلة السائل السوي |